# Подстене-при-Костелу
Подстене-при-Костелу (словен. Podstene pri Kostelu) — поселення в общині Костел, регіон Південно-Східна Словенія, Словенія. Висота над рівнем моря: 356,9 м.